# Вильяхойоса
Вильяхойо́са (исп. Villajoyosa), Ла-Вила-Джойоза (кат. La Vila Joiosa) — муниципалитет в Испании, входит в провинцию Аликанте в составе автономного сообщества Валенсия (автономное сообщество). Муниципалитет находится в составе района (комарки) Марина-Баха. Занимает площадь 59,25 км². Население — более 35000 человек. Расстояние до административного центра провинции Аликанте — 32 км.

### Климат
Вильяхойоса расположена в зоне средиземноморского климата. Как и большинство городов Коста-Бланки она принимает туристов круглый год. В Виллахойосе летом комфортно тепло (средняя температура +26С), не холодно зимой (+10-15С). Купальный сезон на курорте длится с конца апреля по конец октября.

### Развлечения
Настоящим украшением Коста-Бланки является находящийся рядом с Вильяхойоса крупнейший парк развлечений и отдыха — Terra Mitica, искусно выполненный в оригинальном стиле по мотивам древних цивилизаций Средиземноморья. Здесь ждут посетителей водные аттракционы, в том числе, аквапарк Акваландия и парк морских животных Мундомар, захватывающие дух механические аттракционы и всевозможного рода горки.

### Пляжи
Вход на все пляжи Вильяхойоса бесплатный. На некоторых пляжах оказываются услуги аренды лежаков и зонтов.
ПЛЯЖ БОН НОУ / BON NOU
Красивая уютная бухта с кристально чистой водой, 240 метров в длину и 30 метров в ширину. Пляж (песок, галька) расположен между двух скалистых мысов, так что волны обычно совсем небольшие
ПЛЯЖ СЕНТРО (ЦЕНТРАЛЬНЫЙ)/ CENTRO, ИЛИ СЬЮТАТ (ГОРОДСКОЙ) / CIUTAT
Пляж с мелким белым песком расположен в центре города Villajoyosa, 1380 метров в длину и 30 метров в ширину. Обычно уровень заполняемости здесь высокий, так как это центральный пляж
ПЛЯЖИ ЭСТУДИАНТЕС / ESTUDIANTES И ВАРАДЕРО / VARADERO
Два небольших пляжа рядом (песок, галька), 140 метров в длину и не более 8 метров в ширину. Попадаются камни на дне. Как правило, это довольно тихое место с небольшим количеством людей.
ПЛЯЖ КОЛЕТА / LA CALETA
Тихая, уединенная бухта с пляжем (галька). Его длина — 160 метров и ширина — 30 метров. Это прекрасное место для спокойного отдыха, как правило, людей мало по сравнению с песчаными пляжами.
ПЛЯЖ ЭЛЬ ПАРАИСО / EL PARAISO
Песок и галька. Его протяженность — 1060 метров, ширина — 25 метров. Можно сказать, что это городской пляж, только без набережной. Рядом одноимённая урбанизация.
Имеет «голубой флаг», знак качества и безопасности пляжей.
БУХТА ЭЛЬ ЧАРКО /EL XARCO
Небольшая бухта с крупной галькой, очень живописными остатками дозорной башни и площадкой для пикника в левой части.
Обычно мало людей, исключение — выходные, тогда в зоне пикника становится людно, свободный столик можно и не найти.

### Достопримечательности
Город примечателен разноцветными фасадами домов на набережной и в сторону крупнейшей магистрали, придающими городу своеобразный колорит. Они были построены местными рыбаками. Технику раскраски домов испанцы назвали «Casco Antiguo». Издали центр Вильяхойосы напоминает лоскутное одеяло. Такая яркость стала туристической фишкой курорта.
В городе сохранились остатки крепостных стен, приходская церковь де ла Асуньсьон (Iglesia Parroquial de la Asunción) — прекрасный образец Готики Леванта и около десятка сторожевых башен времен Филиппа II. В городе также имеются такие постройки как сельская вилла Хиакомина, построенная в стиле историзма в 1920-х, эклектичный шале Сентелья 1930-х, башня Геркулеса (она же Святого Иосифа), возведенная римлянами как надгробие по II столетии нашей эры, иберо-римское святилище Мальядета IV—I веков до нашей эры, руины публичных бань
Также на территории города растет одно из старейших оливковых деревьев Испании — La Olivera Grossa. Ему около 1,4 тыс. лет.
В городе находится крупная шоколадная фабрика Valor, при которой действует музей шоколада.

### Музеи шоколада
- Валенсийский Музей Шоколада (Museo Valenciano del Chocolate — Valor), который работает при фабрике Валор, находится по адресу: Avda. Pianista Gonzalo Soriano, 13, Villajoyosa. Вход — бесплатный.
- Музей при фабрике Chocolates Perez (1892 г.) расположен по адресу: Partida Mediases, 1. Вход и дегустация — бесплатно.
- Музей при фабрике Chocolate Clavileño можно посетить только по предварительной договоренности.

### Праздники
16-17 января в городе отмечают традиционный праздник — День святого Антония — покровитель домашних животных. Праздник имеет как христианские, так и языческие корни.
В период с 25 по 28 июля в городке проходит праздник «Мавры и христиане» привлекающий многих туристов. Сюжет впечатляющего театрализованного действа основан на реальных событиях 1538 г. В тот год жителям Вильяхойсоы пришлось отражать нападение особенно большой эскадры с пиратскими флагами на мачтах.
В середине августа на территории старого города регулярно проводится Сhocolatissima — фестиваль с бесплатной дегустацией сладостей из шоколада. Продукцию представляют шоколадные компании и семейные предприятия

### История
На территориях Вильяхойосы первые поселения появились в бронзовую эру, на холме, который сегодня занят историческим центром находилось древнее поселение племен иберов, которое римляне. времена Римской империи на месте нынешней Вильяхойосы находилось селение под названием Алоне или Алонис, что подтверждают найденные археологами остатки терм и укреплений. С VII в. и до середины XIII в. здесь жили мавры, но после неудачного восстания под предводительством Аль Азрака, жители покинули эти места.
В 1300 г. Бернардо де Сарриа (Bernardo de Sarriá), адмирал короля Хайме II Арагонского (Jaime II de Aragón), основал здесь новое поселение и назвал его — Вильяхойоса. Первым сеньором города был сам Сарриа. Затем Вильяхойоса сменила ещё несколько сиятельных хозяев, а в середине XV в. отошла к королю.
Весь XVI в. горожане беспрерывно отражали массированные набеги алжирских пиратов. В середине века положение было настолько опасным, что король Испании Филипп II приказал возвести новые стены, а также оборонительные и сторожевые башни не только вдоль берега моря, но и в глубине территории.
Нападения корсаров прекратились только в конце XVII в. Тишина, воцарившаяся в местных водах, благотворно повлияла на Вильяхойосу и к началу XIX в. она превратилась в довольно крупный портовый город. Как раз тогда шхуны из Нового Света, с грузом какао в трюмах, стали частыми гостями местной гавани. Так вильяхойосцы пристрастились к шоколаду и стали изобретать собственные рецепты его приготовления.

## Население
| Год  | Численность | Численность   |
| ---- | ----------- | ------------- |
| 2001 | 24 246      | [ 4 ]         |
| 2002 | 25 073      | [ 5 ]         |
| 2003 | 26 433      | [ 6 ]         |
| 2004 | 26 792      | [ 7 ]         |
| 2005 | 27 983      | [ 8 ]         |
| 2006 | 29 263      | [ 9 ]         |
| 2007 | 30 550      | [ 10 ]        |
| 2008 | 32 534      | [ 11 ]        |
| 2009 | 33 797      | [ 12 ]        |
| 2010 | 34 344      | [ 13 ]        |
| 2011 | 32 733      | [ 14 ]        |
| 2012 | 33 293      | [ 15 ]        |
| 2013 | 33 834      | [ 16 ]        |
| 2014 | 33 951      | [ 17 ]        |
| 2015 | 33 878      | [ 18 ]        |
| 2016 | 33 580      | [ 19 ]        |
| 2017 | 33 607      | [ 20 ]        |
| 2018 | 33 969      | [ 21 ] [ 22 ] |
| 2019 | 34 673      | [ 23 ]        |
| 2020 | 35 199      | [ 24 ]        |
| 2021 | 34 684      | [ 25 ]        |
| 2022 | 34 828      | [ 26 ]        |
| 2023 | 36 093      | [ 27 ]        |
| 2024 | 36 891      | [ 1 ]         |